# KRC Genk Futsal
Koninklijke Racing Club Genk Futsal, kortweg KRC Genk Futsal is een Belgische zaalvoetbalclub uit Genk die samenwerkt met de voetbalclub KRC Genk.

## Geschiedenis
Begin juni 2022 fuseerde ZVK Auto5 Genk met de voetbalclub Racing Genk. Vanaf het seizoen 2022-2023 spelen ze onder de naam KRC Genk Futsal.
De wedstrijden worden gespeeld in het Sporthal Genk, SportinGenk Park.